# Južna Koroška (Avstrija)
Južna Koroška (Avstrija), ustaljen geografski in kulturno-zgodovinski pojem, ki zajame južne, nekoč (v 19. stoletju) povsem slovenske subregije ali pa ki so še danes slovenske oz. dvojezične. Pojem uporabljajo zlasti koroški Slovenci, medtem ko v Sloveniji uporabljajo pogosto kot sinonim pojem Avstrijska Koroška, ki pa v principu zajame celotno sedanjo avstrijsko zvezno deželo. Za razločitev se v stroki za del Južne Koroške, kjer imajo Slovenci priznane manjšinske pravice, rabi izraz dvojezična Koroška, pogovorno pa tudi slovenska Koroška, kar pa je zaradi morebitne zamenjave z deli Koroške v Sloveniji manj primerno.  
Danes v principu enačimo pojem Južna Koroška s področjem uredbe o dvojezičnem šolstvu iz leta 1945. Deloma pojem enačimo s področjem utrakvističnega šolstva 19. stoletja  oz. s conama A in B koroškega plebiscita leta 1920 plus Spodnja Zilja ali pa področje šolske urede iz leta 1945 (torej brez cone B), plus Celovec do Gospe Svete in Krnskega gradu. Ozemlje Južne Koroške približno sovpada tudi z današnjimi avstrijskimi upravnimi okraji Celovec - dežela, Velikovec, Šmohor (vzhodni del) in Beljak - dežela (južni del).

## Zgodovinske subregije Južne Koroške
Do sredine 19. stoletja je bila jezikovna meja dokaj ustaljena in je ločila dve jezikovni pokrajini: eno južno oz. jugovzhodno, in severno. Tako splošno mnenje. Južni del je tudi v koletkvni zavesti veljal za slovenskega. Če podrobneje gledamo, vidimo, da je že kasnejši lavantinski škof Anton Martin Slomšek opazil tendence spremembe jezika zlasti na severnih predelih in je zato na binkoštni ponedeljek 1838 ob obisku pri kolegu in prijatelju, duhovniku Urbanu Jarniku v Možberku oz. v Blatogradu pozval rojake, naj spoštujejo materinski jezik. Možberk pa je bilo največje še slovensko naselje na področju severno od Vrbskega jezera v osrčju Trško-Možberškega gričevja. Tam so župnije v tem času še bile uradno slovenske, nekatere že dvojezične. Germanizacijski pritisk na to podrčje je prišel geografsko s severa kot trajni  proces ter z juga z razvijajočem se turizmom. Vendar so nekateri kraji kot Kostanje v Osojskih Turah nad Vrbskim jezerom dolgo ostala nedotaknjeni, saj so le-te imele svoje kulturno-prosvetno društvo od leta 1903 naprej. Tudi Čajnče in Golovica nad Celovcem ali Kriva Vrba so dolgo veljale za dvojezične fare.
Beljaška kotlina ali Beljaško polje je že vedno bila pod vplivom mesta. Toda tudi tu se še najde zgodovinsko slovensko besedo do Trebinja ob Osojskem jezeru severno od Beljaka. Plajberk pri Beljaku in njegova dolina v Ziljskih Alpah severno od Čajne in zahodno pod Dobračem sta bili še dolgo dvojezični, vendar danes le v zgodovinski perspektivi veljata kot del »sestavni« Južne Koroške. 
Zilja, oz. Spodnja Zilja je še do konca Monarhije imela le dve nemški podružniški cerkvi, in sicer v gradovih gospode. Predeli zahodno in severozahodno od Šmohora (Višprijska dolina) so sicer tudi bili še deloma dvojezični in upoštevani v slovenskem uradnem štetju 1910.
Gosposvetsko polje in Gospa Sveta delita usodo s Trško-Možberškem gričevjem. Bilo je tu še slovensko/dvojezično do začetka 20. stoletja. Med člani slovenskega kulturnega društva Edinost Šenttomaž na Celovškem polju najdemo tudi domačine iz Gospe Svete, ki je bila dvojezična fara. 
Gosposvetsko gričevje vzhodno od Gospe Svete zajame obronke Štalenske gore in Krištofove gore zajame poleg področja občine in fare Gospa Sveta še področje dvojezične fare/župnije Otmanje, slovenske fare Šenttomaž nad Celovcem (obe danes občina Štalenska gora). Vse ostale fare do  Mostiča so bile še slovenske, tako Timenica in Šentipš. Tudi Hreblje vzhodno od  Mostiča  so veljale po uradnem krajevnim imeniku 1918 še za dvojezične.
Sámo Celovško polje   je bilo pod vplivom mesta Celovec, toda neposredno okolje je veljalo za slovensko in mesto za dvojezično. Podobno je bilo za Velikovško podgorje / Velikovško Čezdravje oz. mesto Velikovec. 
Povsem slovenska so bili Rož, Podjuna južno od Drave, in Gure ter celo področje Karavank. Tu so le mestna področja Pliberka, Borovelj ali pa Trbiža v Kanalski dolini kazala znake prehoda jezika . 
Vse to se je močno spremenilo po prvi svetovni vojni in radikalno po drugi svetovni vojni. Le Mežiška dolina po vključitvi v prvo Jugoslavijo ni spremenila jezikovne podobe, oz. ni zgubila svoje slovenščine - vendar te ne zajame pojem Južna Koroška, enako kot ne zajame Kanalske doline (ali Jezerskega), ki štejejo med zgodovinske predele kronovine Koroške.
Za tiste kraje, kjer je v zgodovinski perspektivi 20. stoletja slovenščina bila še produktiven jezik, je Pavle Zdovc zapisal krajevna imena na podlagi časopisja oz. omemb v časopisju. Pri vseh pa je zapisoval izvirne oblike in sklanjatve. Tam kjer ni bilo poročila, Zdovc ne navaja imena. Obširen dodatni zaklad slovenskih avtentičnih in zgodovinsko uradnih krajevnih imen najdemo v Schnablovem prispevku o dvojezični koroški ustavi.
| Popis prebivalstva 2001 |  | Popis prebivalstva 1971  |  |
|                         |  | 5-10% 10-20% 20-30% >30% |  |

## Druga pojmovanja
Zlasti ob plebiscitu leta 1920 se je pojavil koncep nedeljive pokrajine Celovške kotline, ki zajema širše področje vse do Grobniškega polja na severnem Koroškem (svetlo zeleno področje na zemljevidu Koroške), zlasti pa tudi področje cone B.
V razmeroma novejših časih najdemo zlasti v nemški strokovni in poljudni literaturi še pojme Zgornja, Srednja in Spodnja Koroška. Zgornja in Spodnja Koroška zajameta vsaka polovico z mejo pri Beljaku, tako da Zilja pripada zahodni Zgornji Koroški. Srednja Koroška pa zajame osrednji del Koroške, oz. Trško-Možberško gričevje, Gosposvetsko polje ter Celovško polje. Slednja pokrajina je pa kot geografska enota šla malce v pozabo, saj v nemškem narečnem področju ne predstavlja enakih posebnosti kot v slovenski dialektologiji in kulturni zgodovini.

## Uradna dvojezična krajevna imena
Za časa avstro-ogrske monarhije je bil koncept "dvojezične" oz. t.i. "Južne Koroške" drugačen. Še v uradnem imeiuku iz leta 1860 je celotna Koroška, oz. so vsa imena celotne Koroške zapisana v obeh deželnih jezikih. 
Šele imenik iz leta 1882, ki je nastal na podlagi štetja 1880 razlikuje med kraji, ki imajo dvojezična uradna imena in takih (na severnem Koroškem), ki so zapisana le v nemščini.. Imenik iz leta 1882 prišteva veliko večji prostor k dvojezični / slovenski Koroški in torej "južni Koroški".
Oba imenika sta objavljena na Wikimediji ter kritično v Enciklopediji slovenske kulturne zgodovine na Koroškem.